# Convention internationale relative à la répression de la traite des Blanches
À la suite de l'arrangement international du 18 mai 1904 pour la répression de la traite des blanches, la convention internationale relative à la répression de la traite des Blanches, signée le 4 mai 1910 à Paris est la première réalisation concrète au niveau international du mouvement abolitionniste. Cette convention est une des origines de la Convention internationale pour la répression de la traite des femmes et des enfants.